# Speicher Salzmünde

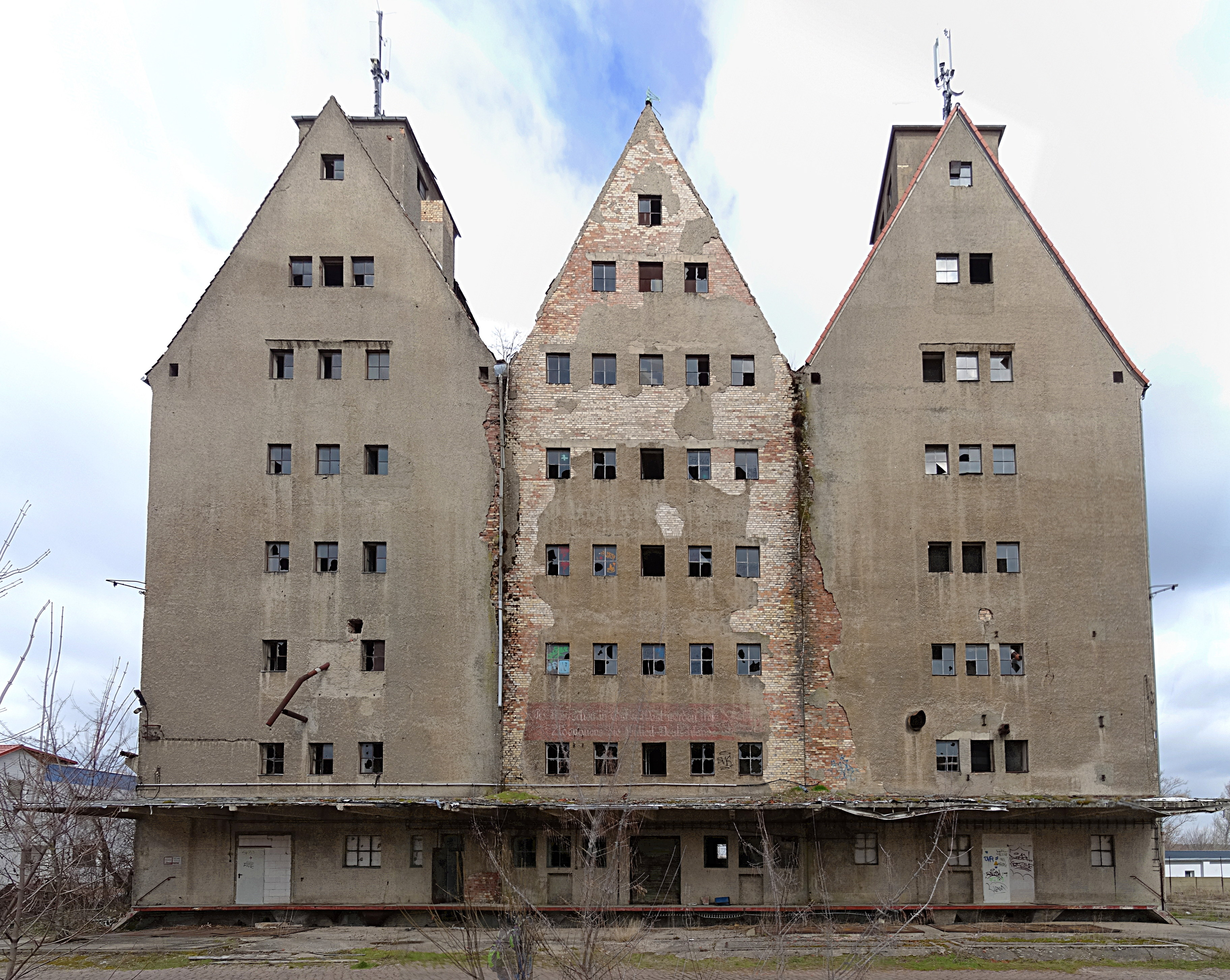
Speicher Salzmünde, 2021

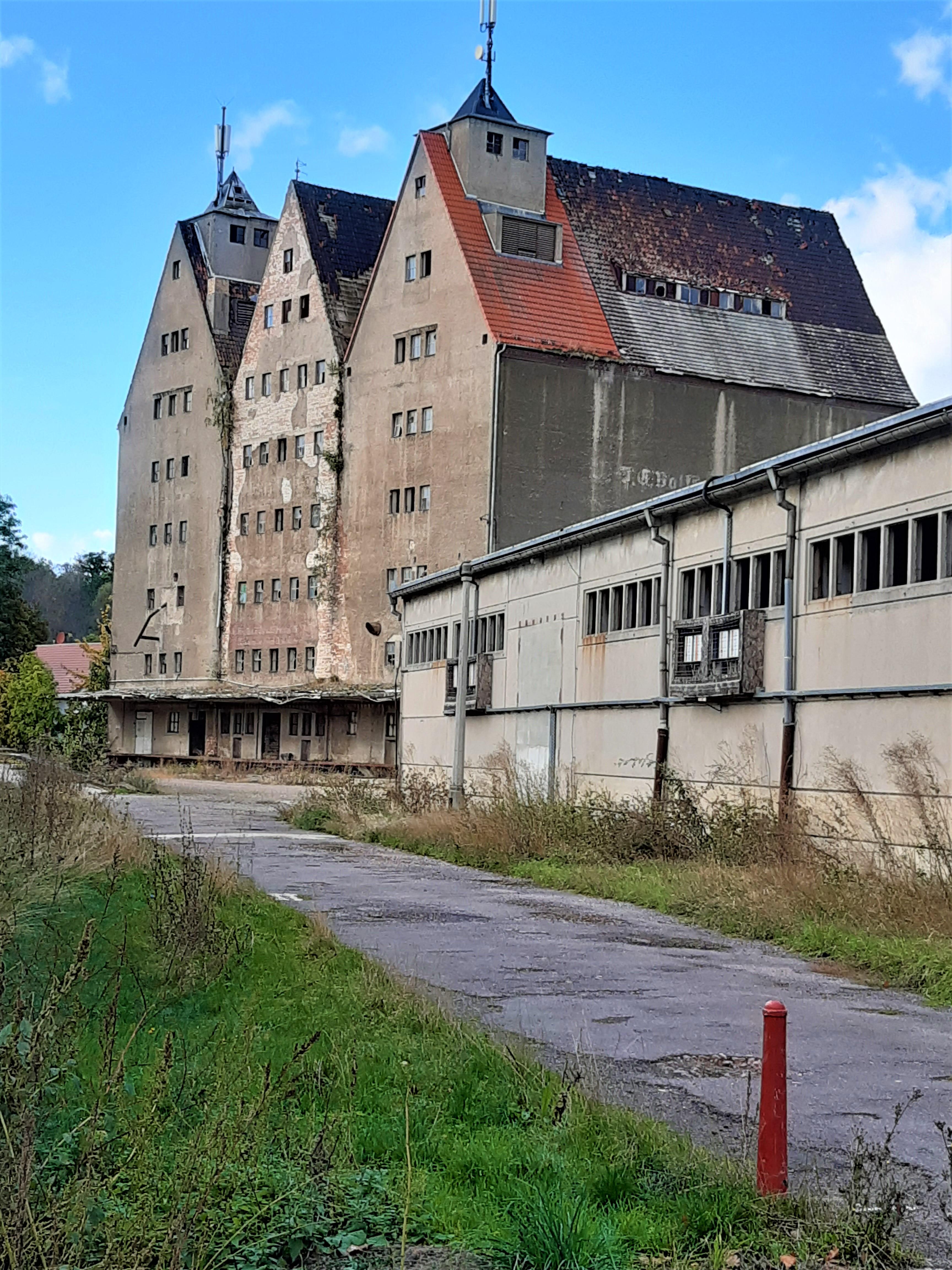
Getreidespeicher Salzmünde, 2020

Der Speicher Salzmünde ist ein denkmalgeschützter Speicher in der Ortschaft Salzmünde der Einheitsgemeinde Salzatal in Sachsen-Anhalt. Im örtlichen Denkmalverzeichnis ist der Speicher unter der Erfassungsnummer 094 55092 als Baudenkmal verzeichnet.
Das alte Speichergebäude befindet sich westlich der Ziegelei, zwischen dieser und dem Saalhafen am Sportlerweg. Das Gebäude wurde innerhalb von drei Jahren vom Brachwitzer Unternehmer Carl Wentzel errichtet und 1938 in Betrieb genommen. Das eigentliche Gebäude besteht aus drei Einzelgebäuden, die miteinander verbunden sind, und erinnert an den Salzspeicher in Lübeck. Die 16 Kammern des Gebäudes konnten 8000 Tonnen an Getreide aufnehmen. Heute noch prägt der Giebel des Bauwerks das nordwestliche Bild des Ortes. Das Gebäude wird heute nicht mehr genutzt und verfällt immer mehr.